# Локштедтские курсы
Локштедские курсы — тайный тренировочный лагерь недалеко от Гамбурга, созданный для финских радикалов в годы Первой мировой войны.

## Предыстория
В конце ноября 1914 года члены Студенческого комитета в Гельсингфорсе приняли решение о налаживании контактов с Германией.
11 декабря 1914 г. немецкий посол в Стокгольме Г. Люциус фон Штедтен передал послание рейхсканцлеру с просьбой «активистов» принять финляндских добровольцев на специальные курсы для военного обучения и помочь в приобретении оружия.
Немецкие политики и военные в условиях войны со странами Антанты пришли к выводу о необходимости поддержки финского сепаратизма.
26 января 1915 года в Берлине состоялось совещание представителей военного министерства, Генерального штаба и МИД, на котором было принято решение об открытии в Лохштедском лагере 4-х недельных курсов военной подготовки для двухсот финских добровольцев. Как указывалось в протоколе Берлинского совещания, обучение имело целью «показать симпатии Германии по отношению к Финляндии, приобщить финнов к высокой германской культуре и военному духу, … в дальнейшем, в случае вторжения Швеции или финляндского восстания, сделать их способными к выполнению непосредственных военных задач на территории княжества».

## Открытие курсов
25 февраля 1915 года начали работать Локштедские курсы. На обучение было набрано 182 уроженца Финляндии, из них 32 проживали уже в Германии. 145 добровольцев являлись студентами (76 %), 34 из них получили академическое образование, 64 % родным языком назвали шведский.
Для обеспечения секретности финляндские добровольцы должны были носить униформу пфадфиндеров — немецких бойскаутов, в которой они чувствовали себя не совсем уютно, так как возраст добровольцев был в пределах от 18 до 41 года. Руководил их обучением «немецкий Баден-Пауелл» (основатель бойскаутского движения в Германии), майор германской армии Максимилиан Байер.
Финансирование Локштедских курсов, как показываю материалы архива МИД ФРГ, брала на себя немецкая сторона. Для агитации среди финдяндцев, организации военной разведки в княжестве, а также обустройства упомянутых курсов по распоряжению Т. Бетман-Гольвега имперское казначейство в начале февраля 1915 г. выделило сумму в размере 1 млн марок. Происхождение средств тщательно скрывалось от рядовых участников движения. Лидеры «нового активизма» вообще умалчивали о фактах спонсирования их движения со стороны Берлина.

## Переходный период
Апрель-май 1915 г. был сложным периодом для финских «активистов». Они предпринимали усиленные попытки добиться продолжения функционирования Локштедских курсов и расширения числа их участников.
24 мая 1915 г. Ф. Веттерхоф встретился с А. Циммерманом, который заверил лидера «нового активизма» в том, что «немецкое правительство приложит все усилия для отделения Финляндии от Российской империи».
В немецком Генеральном штабе некоторые военные выступили за расширение состава участников Локштедских курсов, мотивируя это предложение тем, что Германия слишком далеко зашла в поддержке финляндского движения. Роспуск финского легиона обескуражил бы не только финнов, но и представителей других сепаратистских движений России, пробудил бы недоверие к Германии. Противником «финского эксперимента» был военный атташе в Стокгольме Карл фон Авейден, которого раздражали назойливые просьбы Ф. Веттерхофа.
11 августа 1915 года рейхсканцлер Т. Бетман-Гольвег представил кайзеру доклад о перспективах восточной политики. В надежде на ускорение внутренней катастрофы в России Бетман-Гольвег решил использовать Швецию и Финляндию.

## Итог
26 августа 1915 года военный министр Германии Вильд фон Хоенборн подписал приказ о продолжении формирования «финского легиона». Локштедские курсы преобразовывались в учебную группу Локштед, что вело к увеличению численности обучающихся до 1200 человек.
Официальным днем рождения нового финляндского подразделения стало 2 сентября 1915 года — 45-я годовщина победы Пруссии под Седаном. Учебная группа Локштедт, как следовало из приказа В. Хоенборна, формировалась в виде егерского батальона, создаваемого из финляндских добровольцев и подчинявшегося немецкому военному командованию. Финляндцы получали униформу прусских егерей и обязаны были «служить Германской империи всеми силами и на любых участках фронта».
Германское командование требовало набирать добровольцев из разных слоев населения, различных районов Финляндии, чтобы создать подобие национальной армии. В течение осени-зимы 1915—1916 гг. вербовка в Финляндии принесла неплохой результат. Общая численность егерского батальона составила 1897 человек.
3 мая 1916 года финляндскому батальону было присвоено звание 27-го Королевского Прусского егерского батальона.